# Humboldt County (Kalifornie)
Humboldt County je okres na severu státu Kalifornie v USA. K roku 2010 zde žilo 134 623 obyvatel. Správním městem okresu je Eureka. Celková rozloha okresu činí 10 495,2 km². Na západním pobřeží okresu je Tichý oceán.

## Sousední okresy
| Růžice kompasu |                              | Del Norte County | Siskiyou County | Růžice kompasu |
| Růžice kompasu |                              | Sever            | Trinity County  | Růžice kompasu |
| Růžice kompasu | Humboldt County (Kalifornie) |                  | Trinity County  | Růžice kompasu |
| Růžice kompasu | Jih                          |                  | Trinity County  | Růžice kompasu |
| Růžice kompasu | Mendocino County             |                  |                 | Růžice kompasu |